# Vanda alpina
Vanda alpina är en orkidéart som först beskrevs av John Lindley, och fick sitt nu gällande namn av John Lindley. Vanda alpina ingår i släktet Vanda och familjen orkidéer. Inga underarter finns listade i Catalogue of Life.

## Bildgalleri

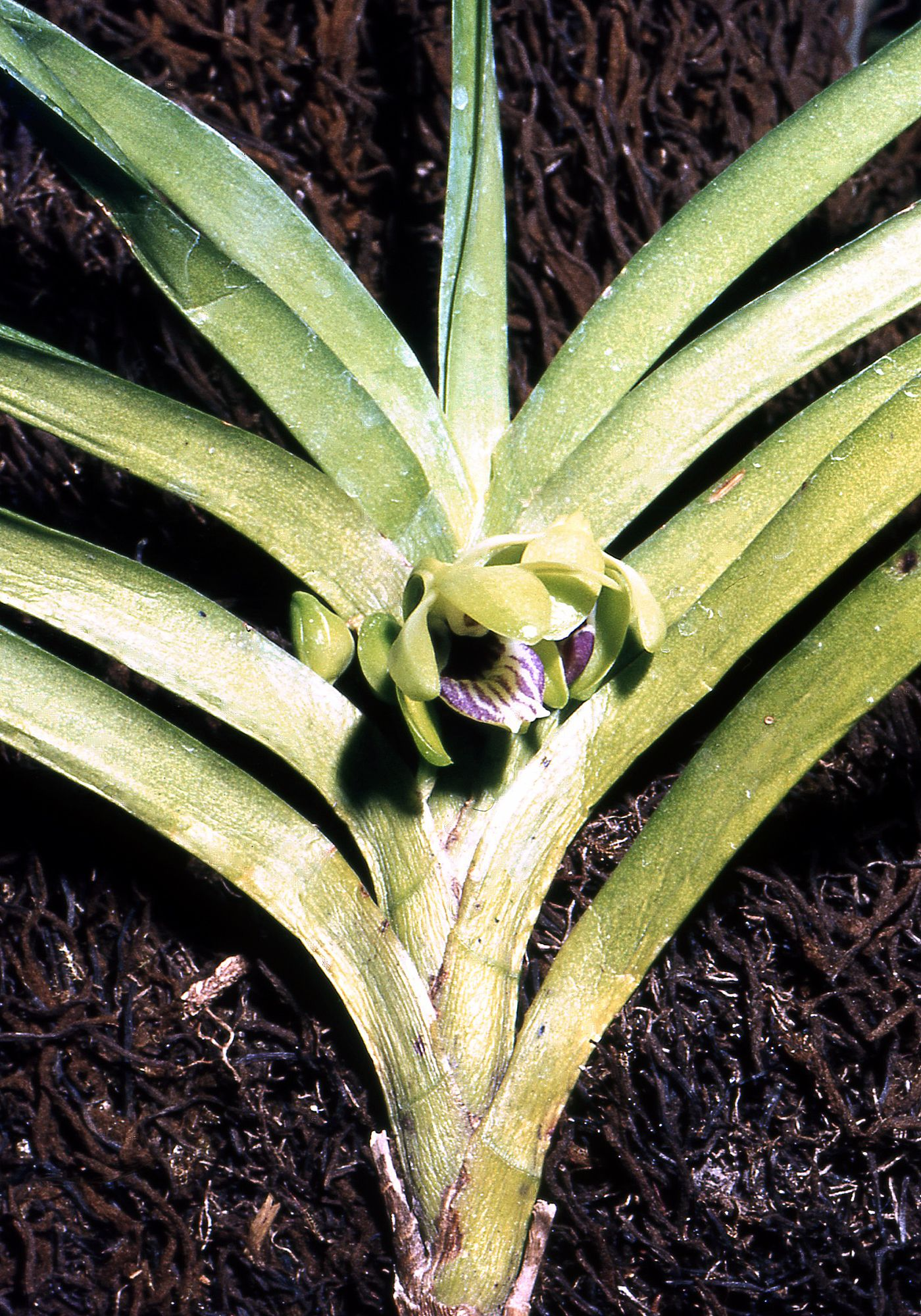
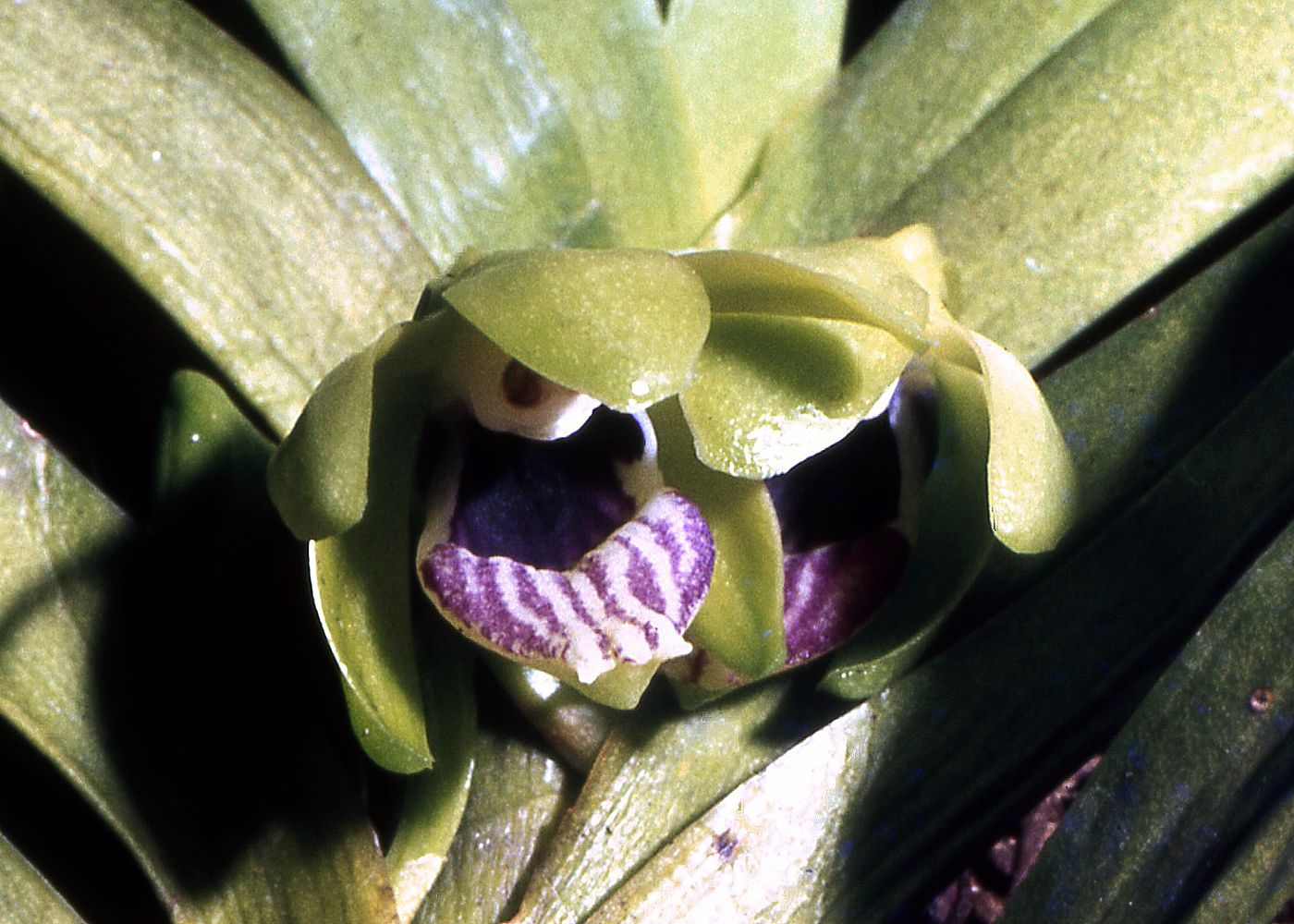